# SkyUp
SkyUp Airlines (denumirea completă în ucraineană ТОВ «Авіакомпанія Скайап») este un operator aerian low-cost din Ucraina, care a operat primul zbor în 21 mai 2018.
Aeroportul de bază este Borîspil. Principalele destinații sunt Orientul Apropiat, Africa de Nord, Europa de Est și cea de Sud.

## Istoric
La 14 decembrie 2017, ministrul infrastructurii Volodîmîr Omelean a anunțat lansarea unui nou operator aerian național. Compania este privată, iar la fondarea sa nu au fost utilizate fonduri publice. Acționarul principal este SRL „ACS-Ukraina”, deținută de Tatiana Alba și Iuri Alba, cărora le aparține și agenția de turism „Join UP!”. SkyUp și-a început activitatea la 21 mai 2018, primul zbor fiind efectuat de la Kiev-Juleanî la Sharm El Sheikh.. Planurile pentru primul an au fost programarea unor zboruri charter către destinații turistice populare, precum și inaugurarea unor destinații regulate naționale și internaționale.
SkyUp Airlines SRL a fost înregistrată la Kiev în iunie 2016. Funcția de director i-a revenit expertului în aviație Evhen Hainațkîi.

## Flotă

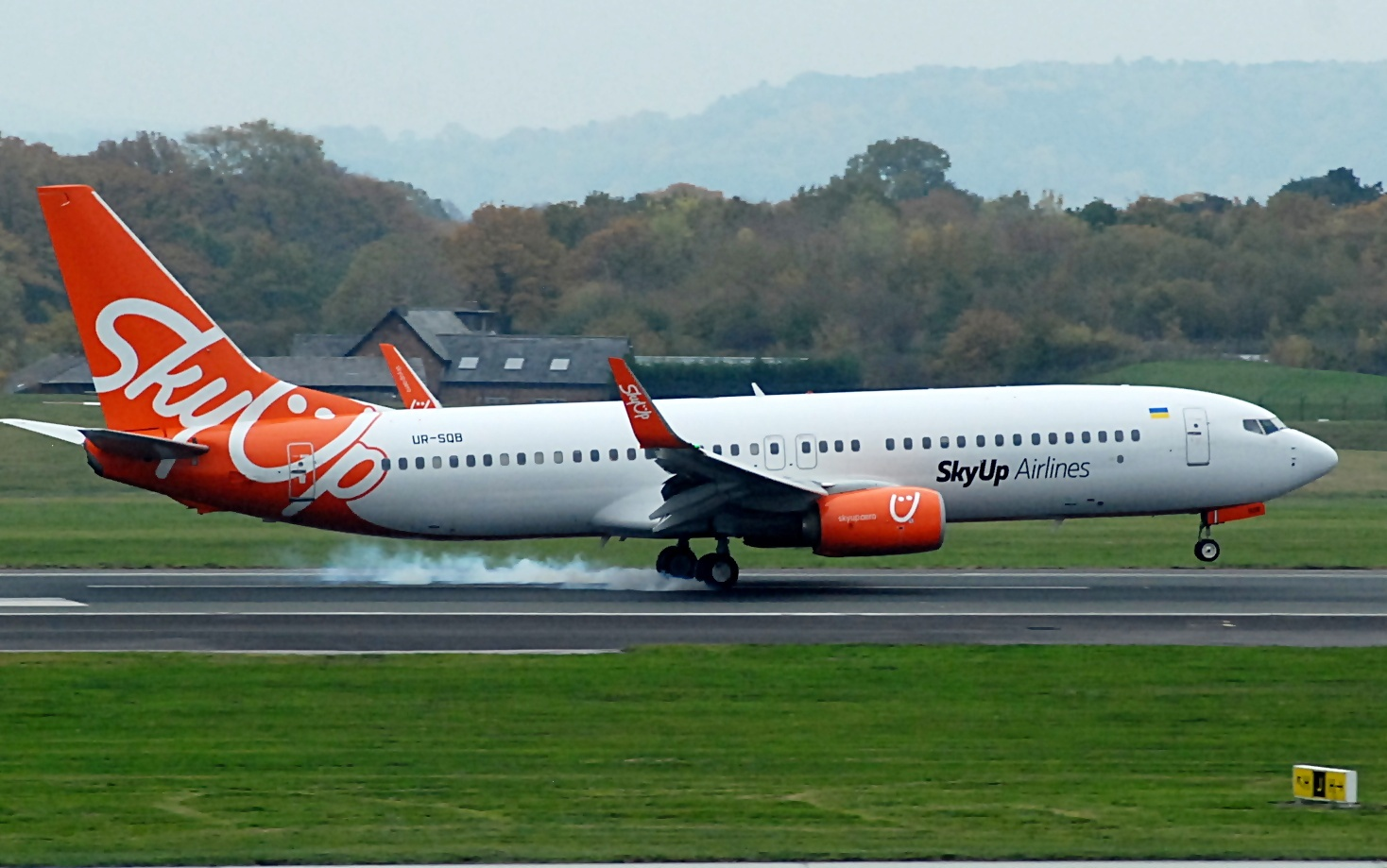
Boeing 737—800 UR-SQB aparținând SkyUp Airlines

La fondare, flota declarată a companiei era constituită din 3 avioane Boeing 737, numărul de aeronave fiind planificat să crească la 12 în 2023.
În martie 2018, SkyUp Airlines a semnat un contract cu Boeing pentru achiziționarea a cinci Boeing 737 MAX în valoare totală de 624 milioane de dolari americani. Conform clauzelor contractului, termenul de livrare este anul 2023. Contractul prevede, de asemenea, opțiunea de a adăuga la comandă alte cinci aeronave.
În ianuarie 2020, flota era constituită din următoarele modele de aeronave:
| Model             | În operare | Comandate | Capacitate pasageri | Note                                                |
| ----------------- | ---------- | --------- | ------------------- | --------------------------------------------------- |
| Boeing 737-700    | 2          | —         | 149                 | unul în culorile echipei de fotbal FC Șahtar Donețk |
| Boeing 737-800    | 6          | —         | 189                 |                                                     |
| Boeing 737-900ER  | 3          | 1         | 215                 | Încă două vor fi procurate                          |
| Boeing 737 MAX 8  | —          | 4         | TBA                 | fără permisiune de zbor (scandalul Boeing 737 MAX)  |
| Boeing 737 MAX 10 | —          | 3         | TBA                 | fără permisiune de zbor (scandalul Boeing 737 MAX)  |
| Total             | 11         | 8         |                     |                                                     |

## Destinații

### Trafic internațional

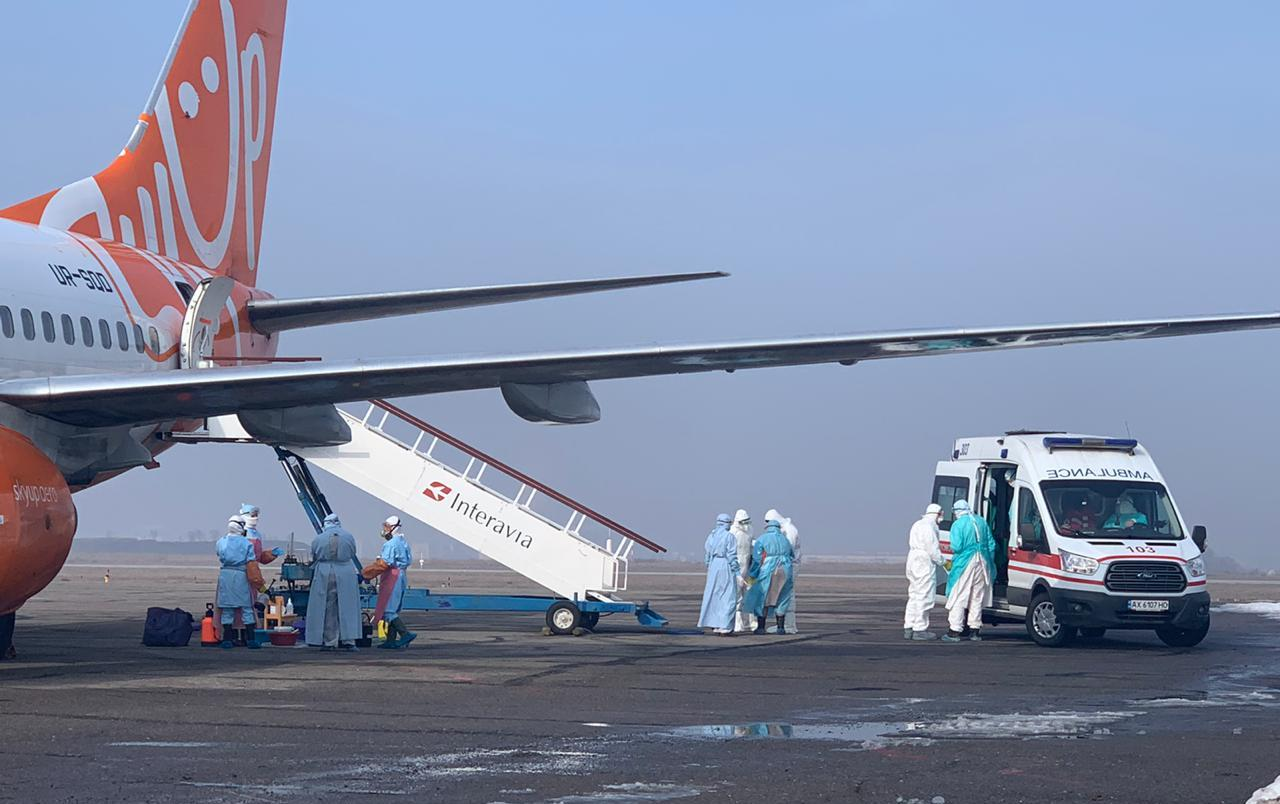
Avion al SkyUp, aterizat la Kiev, după evacuarea unor cetățeni ucraineni din Wuhan

În anul 2018, zborurile charter erau operate din Kiev, Harkov, Lviv și Odesa. În total, compania avea 16 destinații internaționale: Antalya, Bodrum, Dalaman (Turcia), Sharm el-Sheikh, Hurghada, Marsa Alam (Egipt), Tivat (Muntenegru), Barcelona, Palma de Mallorca, Tenerife, Alicante (Spania), Tirana (Albania), Rimini (Italia), Burgas, Varna (Bulgaria), Larnaca (Cipru) și Dubai (Emiratele Arabe Unite).
În octombrie 2018, compania a adăugat noi curse regulate de la Kiev la Tbilisi, Batumi (Georgia), Sofia (Bulgaria), Poprad (Slovacia), Barcelona, Alicante, Tenerife (Spania) Catania, Napoli, Rimini (Italia) și Larnaca (Cipru).
La 29 octombrie 2019 a fost inaugurată cursa Harkov–Tbilisi. Către Tel Aviv, cursa din Lviv a fost deschisă la 24 noiembrie, iar cea din Zaporojie la 5 decembrie.
La 17 ianuarie 2020, compania și-a suspendat temporar cursele către Emiratele Arabe Unite, motivând prin închiderea spațiului aerian al Iranului și Irakului în urma doborârii aeronavei ucrainene de la Teheran.

### Trafic intern
În noiembrie 2018, au fost puse în vânzare bilete pentru zboruri regulate pe rutele Kiev–Odesa și Harkov–Odesa. SkyUp a solicitat Serviciului de Stat de Aviație din Ucraina acordarea dreptului de a opera mai multe rute, inclusiv Lviv–Odesa.